# Forssa ekonomiska region
Forssa ekonomiska region (finska: Forssan seutukunta) är en av ekonomiska regionerna i landskapet Egentliga Tavastland i Finland. Folkmängden i regionen uppgick den 1 januari 2013 till 34 917 invånare, regionens totala areal utgjordes av 1 482 kvadratkilometer och därav utgjordes landytan av 1 400,29  kvadratkilometer.  I Finlands NUTS-indelning representerar regionen nivån LAU 1 (f.d. NUTS 4), och dess nationella kod är 053 .  

## Medlemskommuner
Forssa ekonomiska region  omfattar följande fem kommuner: 
- Forssa stad
- Humppila kommun
- Jockis kommun (finska: Jokioinen)
- Tammela kommun
- Ypäjä kommun

Samtliga kommuners språkliga status är enspråkigt finska. 